# BDF-Verfahren
Die BDF-Verfahren (englisch Backward Differentiation Formulas) sind lineare Mehrschrittverfahren zur numerischen Lösung von Anfangswertproblemen gewöhnlicher Differentialgleichungen:
{\displaystyle y'(x)=f(x,y(x)),\quad y(x_{0})=y_{0},\quad y\colon \mathbb {R} \to \mathbb {R} ^{n}}.
Dabei wird für {\displaystyle y(x)} eine Näherungslösung an den Zwischenstellen {\displaystyle x_{i}} berechnet:
{\displaystyle y_{i}\approx y(x_{i})\quad i=1,\dotsc ,m}.
Die Verfahren wurden 1952 von Charles Francis Curtiss und Joseph Oakland Hirschfelder eingeführt und sind seit dem Erscheinen der Arbeiten von C. William Gear 1971 als Löser für steife Anfangswertprobleme weit verbreitet.

## Beschreibung
Im Gegensatz zu Adams-Moulton-Verfahren wird bei BDF-Verfahren nicht die rechte Seite durch ein Interpolationspolynom approximiert, stattdessen konstruiert man ein Polynom {\displaystyle q_{k}} mit (maximalem) Grad {\displaystyle k}, welches die letzten {\displaystyle k} Approximationen {\displaystyle y_{n},\dotsc ,y_{n+k-1}} an die Lösung sowie den unbekannten Wert {\displaystyle y_{n+k}} interpoliert:
{\displaystyle q_{k}(x_{i})=y_{i},\quad {\text{für }}i=n,\dots ,n+k}.
Zusätzlich fordert man, dass das Interpolationspolynom {\displaystyle q_{k}} die gegebene Differentialgleichung im Punkt {\displaystyle x_{n+k}} löst, also dass gilt
{\displaystyle q_{k}'(x_{n+k})=f(x_{n+k},y_{n+k})},
und erhält so ein nichtlineares Gleichungssystem für die Bestimmung des implizit gegebenen Wertes {\displaystyle y_{n+k}}.

### Lagrange-Darstellung
Eine Möglichkeit für die Darstellung des Interpolationspolynoms {\displaystyle q_{k}} ist die Lagrange-Darstellung. Dabei sind die Lagrange-Basispolynome mit den {\displaystyle k+1} Stützstellen {\displaystyle x_{n},\dots ,x_{n+k}} definiert durch
{\displaystyle l_{j}(x_{n+i})=\delta _{ji}={\begin{cases}1&{\text{falls }}j=i,\\0&{\text{falls }}j\neq i.\end{cases}}}
wobei {\displaystyle \delta _{ji}} das Kronecker-Delta ist. Damit folgt wegen {\displaystyle q_{k}(x_{n+i})=\sum _{j=0}^{k}l_{j}(x_{n+i})y_{n+j}=y_{n+i}} direkt die Darstellung
{\displaystyle q_{k}(x)=\sum _{j=0}^{k}l_{j}(x)y_{n+j}}.
Mit der Forderung {\displaystyle q_{k}'(x_{n+k})=f(x_{n+k},y_{n+k})} erhält man nun die lineare Rekursionsformel für die BDF-Verfahren:
{\displaystyle \sum _{j=0}^{k}\alpha _{j}y_{n+j}=f(x_{n+k},y_{n+k})},
wobei die Koeffizienten {\displaystyle \alpha _{j}} gegeben sind durch
{\displaystyle \alpha _{j}=l_{j}'(x_{n+k}),\quad j=0,\dots ,k}.

### Alternative Lagrange-Darstellung
Alternativ betrachten wir die Lagrange-Basispolynome definiert durch
{\displaystyle L_{j}(-s)=\delta _{js}={\begin{cases}1&{\text{falls }}j=s,\\0&{\text{falls }}j\neq s.\end{cases}}}
Damit folgt die Darstellung
{\displaystyle q_{k}(x_{n+k}+sh)=\sum _{j=0}^{k}L_{k-j}(s)y_{n+j}}.
Dabei ist {\displaystyle h=x_{i+1}-x_{i}} der Abstand der Stützstellen und die konstante Schrittweite des Verfahrens. Mit der Forderung {\displaystyle q_{k}'(x_{n+k})=f(x_{n+k},y_{n+k})}, wobei hier
{\displaystyle q_{k}'(x)={\frac {d}{dx}}q_{k}(x)={\frac {d}{d(sh)}}q_{k}(x_{n+k}+sh)={\frac {1}{h}}{\frac {d}{ds}}q_{k}(x_{n+k}+sh)}
gilt, erhält man nun für die Berechnung der Koeffizienten {\displaystyle \alpha _{j}}
{\displaystyle \alpha _{j}=L_{k-j}'(0),\quad j=0,\dots ,k}
und damit die Rekursionsformel
{\displaystyle \sum _{j=0}^{k}L_{k-j}'(0)y_{n+j}=hf(x_{n+k},y_{n+k})}

### Newton-Darstellung
Die Newton-Darstellung des Interpolationspolynoms {\displaystyle q_{k}} verwendet Rückwärtsdifferenzen, welche rekursiv definiert sind durch
{\displaystyle \nabla ^{0}y_{i}=y_{i},\quad \nabla ^{j+1}y_{i}=\nabla ^{j}y_{i}-\nabla ^{j}y_{i-1}.}
Damit lässt sich {\displaystyle q_{k}} schreiben als
{\displaystyle q_{k}\left(x_{n+k}+sh\right)=\sum _{j=0}^{k}(-1)^{j}{\binom {-s}{j}}\nabla ^{j}y_{n+k}}.
Diese Formel führt wegen {\displaystyle \left.{\frac {d}{ds}}(-1)^{j}{\binom {-s}{j}}\right|_{s=0}={\frac {1}{j}}} für {\displaystyle j=1,\dots ,k} auf die Darstellung
{\displaystyle \sum \limits _{j=1}^{k}{\frac {1}{j}}\nabla ^{j}y_{n+k}=hf(x_{n+k},y_{n+k})}
der BDF-Verfahren.

## Berechnungsformeln
Alle oben betrachteten Darstellungen der Berechnungsformeln sind äquivalent, da sie nur verschiedene Arten der Darstellung des eindeutigen Interpolationspolynoms {\displaystyle q_{k}} verwendet haben. Für {\displaystyle k\leq 6} lauten die impliziten Berechnungsformeln der BDF(k)-Verfahren:
- BDF(1) – implizites Euler-Verfahren:

{\displaystyle y_{n+1}-y_{n}=hf(x_{n+1},y_{n+1})}
- BDF(2):

{\displaystyle 3y_{n+2}-4y_{n+1}+y_{n}=2hf(x_{n+2},y_{n+2})}
- BDF(3):

{\displaystyle 11y_{n+3}-18y_{n+2}+9y_{n+1}-2y_{n}=6hf(x_{n+3},y_{n+3})}
- BDF(4):

{\displaystyle 25y_{n+4}-48y_{n+3}+36y_{n+2}-16y_{n+1}+3y_{n}=12hf(x_{n+4},y_{n+4})}
- BDF(5):

{\displaystyle 137y_{n+5}-300y_{n+4}+300y_{n+3}-200y_{n+2}+75y_{n+1}-12y_{n}=60hf(x_{n+5},y_{n+5})}
- BDF(6):

{\displaystyle 147y_{n+6}-360y_{n+5}+450y_{n+4}-400y_{n+3}+225y_{n+2}-72y_{n+1}+10y_{n}=60hf(x_{n+6},y_{n+6})}

## Eigenschaften
Die BDF-Verfahren sind alle implizit, da der unbekannte Wert {\displaystyle y_{n+k}} in die Gleichung eingeht. BDF(k) besitzt genau die Konsistenzordnung k. Das Verfahren BDF(1) ist das implizite Euler-Verfahren. Dieses und BDF(2) sind A-stabil, die Verfahren höherer Ordnung A({\displaystyle \alpha })-stabil, wobei der Öffnungswinkel {\displaystyle \alpha } sich mit höherer Ordnung verkleinert. Insbesondere BDF(2) ist aufgrund seiner optimalen Eigenschaften bezüglich der zweiten Dahlquist-Barriere bei der Berechnung steifer Differentialgleichungen sehr beliebt.
Für k<6 sind die Verfahren stabil und konsistent und damit auch konvergent. Der größte Anreiz der BDF-Verfahren sind ihre großen Stabilitätsgebiete, weshalb sie sich für den Einsatz bei der Lösung von steifen Anfangswertproblemen eignen.
Für k>6 sind die Verfahren instabil.

Stabilitätsgebiete der BDF-Verfahren
BDF1
BDF2
BDF3
BDF4
BDF5
BDF6